# Ashiata Shiemash
Ashiata Smiemash, nascido por volta de 1200 a.C. foi um místico, reformador e santo de origem sumeriana. Ele promoveu reformas no estudo esotérico de tal forma que influenciaria sobremaneira as doutrinas metafísicas, ocultistas, e gnósticas, ao longo dos tempos.

## Resumo histórico
Ashiata Smiemash nasceu nas cercanias da Babilônia, algo em torno de c.1210 aC. Segundo relata Gurdjieff, ele, Ashiata Shiemash, "teve sua concepção no corpo planetário de um menino" e nascera em uma família pobre de descendência sumeriana, em um pequeno lugarejo de nome Pispascana, não muito distante da Babilônia  que, era naquele tempo, embora ainda não magnífica, já uma cidade famosa. Emenda Gurdjieff que ele cresceu e se tornou um ser responsável, fosse pelo lugarejo em que vivia ou por si mesmo.
Segundo Gurdjieff, em seu livro "Relatos de Belzebu a seu neto (em inglês)", da interpretação de fragmentos cinzelados e chamados por ele de Legominismo,  , observa-se o seguinte texto do próprio Ashiata:

"Do Alto me me foi mandado que viesse a tomar a forma humana de um Ser planetário tri-centrado,  neste planeta, com o propósito de ajudar a todos los demais [...] Quanto eu tinha dezessete anos, comecei a preparar-me, seguindo ordens de cima, para tornar meu corpo capaz, imparcial e responsável [...] Na época de minha "auto- preparação", pretendia executar uma tarefa a mim confiada, uma vez que atingi a idade responsável [...] ...durante o período de "auto- preparação", [...] durante minhas observações imparciais, vi muitos traços do seu ser [das pessoas, em] manifestações infiltrada[s] [em] meu ser, então, crescerem gradualmente a uma "questão essencial", como as possibilidades para salvar os seres de três cérebros do planeta, usando esses métodos sagrados... [...] ...eu gradualmente tornei-me convencido de que as consequências das propriedades do órgão Kundartiguador, tendo passado por herança através de um número de gerações e ao longo de um longo período de tempo, tinha finalmente chegado a bom termo... [...] ...e descobriu-se que estas consequentes propriedades cristalizados do órgão Kundartiguador formaram, por assim dizer, uma "segunda natureza"... [...] ...decidi que, antes de fazer a minha escolha entre esses caminhos sagrados, [deveria] elevar o meu corpo planetário ao estado sagrado de Ksherknara, ou seja, o estado de "percepção equilibrada em todos os cérebros” e, em seguida, escolher o método a seguir na minha missão."

Ashiata, a seguir passa três grandes períodos de quarenta dias cada, jejuando em uma caverna, diz ele: "Com este propósito, então subi a montanha Veziniama, onde permaneci por quarenta dias e quarenta noites de joelhos, no fundo de minha meditação.", depois "Por mais quarenta dias e quarenta noites, privei-me de qualquer alimento ou bebida, e dediquei-me a recordar e analisar todas as impressões presentes em mim, coletadas através de todas as percepções experimentadas durante a minha existência terrena no período da minha "auto- preparação" e, a seguir "Durante um terceiro período de quarenta dias e muitas noites, fiquei de joelhos e privados de comida e bebida..." Este terceiro período de jejum, conforme relata o V. M. Samael Aun Weor  foi definitivo e ele "dedicou-o para terminar com a associação mecânica da mente."  E ele não "...comia, só bebia água e de meia em meia hora arrancava dois cabelos de seu peito."
No que se segue após os períodos de jejum, e o haver alcançado a iluminação (Satori), ele reflete sobre a condição humana e do modo como poderia resgatar os homens de sua ignorância. Ele percebe então que era muito tarde "para salvar os seres contemporâneos, com qualquer um dos três métodos sagrados" e que por isso deveria entregar o Quarto caminho.  Ele compreende que o estado humano atual tem suas raízes em um passado remoto e que "essa degeneração ocorreu, certamente, como um resultado do fato de que quando o corpo Kundartiguador foi destruído nos ancestrais dos terráqueos contemporâneos" deixando entretanto "o resultado que cristalizou-se na psique da terra", dando origem às "particulares conhecidas pelo nome de "vaidade", "auto-estima", "orgulho", "vaidade", etc" e ainda, como consequência, surgiram no ser humano a "subjetividade". Compreende também que o amor, presente nos seus contemporâneos, é "...em primeiro lugar, um produto cristalizado sobre determinada conseqüência das propriedades do órgão Kundartiguador..."
sendo "...um processo inteiramente subjetivo, tão subjetivo e tão diferente por diferentes indivíduos" e que assim "...se explica esse sentimento, no sentido sexual, outra no sentido de compaixão, um terceiro na subjugação do desejo, em quarto lugar em um apetite veemente para objetos externos, e assim por diante..." mas que nenhuma das pessoas "poderia descrever, mesmo que de longe, o verdadeiro sentimento de amor..." e que assim não poderiam compreender "o sagrado impulso de sentir o amor verdadeiro."
A seguir, depois de um tempo, ele volta para a montanha Veziniama, perto da cidade de Babilônia, onde, segundo ele diz: "continuei efetuando minhas observações destinadas a clarificar a possibilidade de ajudar esses seres infelizes, de uma forma ou de outra." Finalizando, ele diz "foi só então que eu percebi, sem dúvida, com todas as partes separadas da integridade psíquica..." deveriam "participar do funcionamento geral de consciência" e, só assim seria possível  "salvar os seres contemporâneos de três cérebros das consequências das propriedades em seus corpos" deste órgão que foram deliberadamente "implementadas por seus remotos ancestrais." Ele então completa dizendo: "...eu decidi dedicar a minha integridade, posteriormente, para a criação de condições que permitissem..." tirar as pessoas de sua "...consciência ordinária comum".
Depois de sua longa estadia no monte Veziniama e de planificar suas atividades, Ashiata Shiemash, não retorna para a Babilônia mas dirige-se para a cidade de Djoolfapal, capital do país chamado Kurlandtech, situado no coração do continente asiático onde estabelece contato com uma chamada de "Tchaftantouri", estabelecida a certa distância da cidade e que seguia certos princípios esotéricos. De lá ele passou a instruir aos membros e, em pouco, começou a enviá-los a vários lugares para que pudessem orientar aos monges de muitos monastérios existentes nos arredores da cidade e, a seguir, passou a enviá-los para que instruíssem publicamente. Como resultado surgiu a "Fraternidade Heeshtvori". Com pouco seus ensinamentos, além de público, havia se alastrado para diversos países da Ásia onde se estabeleceram muitas ramificações independentes da Irmandade Heeshtvon, que seguia cinco princípios básicos:

1. Esforçar-se para ter na vida tudo o que for realmente necessário e satisfatório para o corpo planetário;
2. Ter uma constante e persistente necessidade instintiva de aperfeiçoar-se no sentido do Ser;
3. Esforçar-se conscientemente para conhecer cada vez mais e mais sobre as leis que criam e organizam o mundo;
4. Esforçar-se, desde o começo da própria existência, para pagar o mais rapidamente possível pelo próprio desenvolvimento e individualidade, para que logo se esteja livre para

aliviar, o tanto quanto possível, a dor de nosso Pai Comum;
1. Esforçar-se para ajudar sempre os outros seres, tanto os semelhantes como os de outras formas, a se aperfeiçoarem, o mais rapidamente, até o grau do sagrado "Martfotai", isto

é, até o grau da auto-individualidade.

Estes ensinamentos sobreviveram por longo tempo mas, desafortunadamente, logo após a partida do Santíssimo Ashiata Shiemash, sua obra foi destruída, apagada da face do planeta juntamente com os benefícios da mesma, de modo tal que, muitos de seus contemporâneos não a conheceram sequer os vestígios de tal ensinamento.